# 多马坦莱屈索
多马坦莱屈索（法語：Dommartin-lès-Cuiseaux，發音：[dɔmaʁtɛ̃ lɛ kɥizo] ⓘ，意为“屈索附近的多马坦”）是法国索恩-卢瓦尔省卢昂区的市镇，面积18.86平方千米，2022年1月1日人口为819人。

## 地理
多马坦莱屈索（46°29'58"N, 5°17'56"E）面积18.86平方千米，位于法国勃艮第-弗朗什-孔泰大區索恩-卢瓦尔省，该省份为法国中部省份，北起顺时针与科多尔省、汝拉省、安省、罗讷省、卢瓦尔省、阿列省和涅夫勒省接壤。
与多马坦莱屈索接壤的市镇（或旧市镇、城区）包括：弗龙特诺、尚帕尼亚、孔达勒、屈索、茹德、勒米鲁瓦尔、瓦雷訥聖索沃爾。
多马坦莱屈索的时区为UTC+01:00、UTC+02:00（夏令时）。

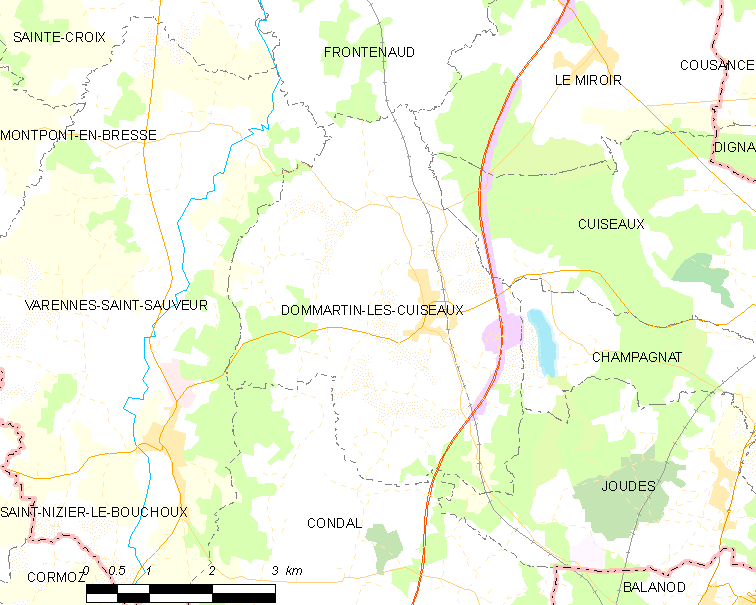
多马坦莱屈索的OSM定位图

## 行政
多马坦莱屈索的邮政编码为71480，INSEE市镇编码为71177。

## 政治
多马坦莱屈索所属的省级选区为屈索县。

## 人口

1962-2008年间多马坦莱屈索人口变化图示

多马坦莱屈索于2022年1月1日时的人口数量为819人。